# Mitose

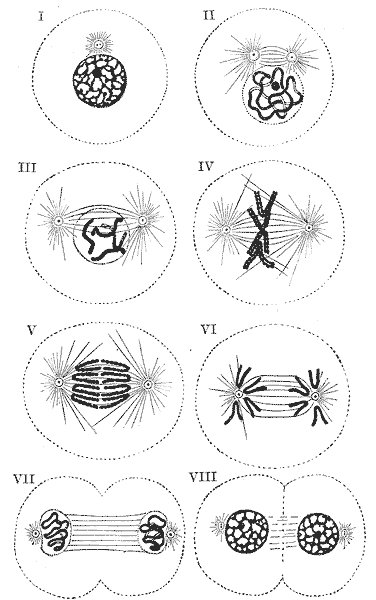
Sub-etapas da mitose: prófase (I, II e III), metáfase (IV), anáfase (V, VI e VII) e telófase (VIII)

Mitose (do grego antigo: μίτος, mitos, 'fio', 'filamento') é um processo biológico no qual as células eucarióticas dividem seus cromossomos entre duas células menores do corpo. Este processo dura, geralmente, entre 52 a 80 minutos, sendo dividido em quatro fases: Prófase,  metáfase, anáfase e telófase. É uma das fases do processo de divisão celular ou fase mitótica do ciclo celular.

## Definição
Um dos pressupostos fundamentais e principais da biologia celular é o de que todas as células se originam a partir de células preexistentes, à excepção do ovo ou zigoto que, nos seres vivos com reprodução sexuada, resulta da união de duas células reprodutivas (gâmetas), cada qual com metade da informação genética de seus pais.
A mitose é um processo de divisão celular, já que, a partir de uma célula formada, originam-se duas células com a mesma composição genética (mesmo número e tipo de cromossomos), mantendo assim inalterada a composição e teor de DNA característico da espécie (exceto se ocorrer uma mutação, fenômeno menos comum e acidental). Este processo de divisão celular é comum a todos os seres vivos, dos animais e plantas multicelulares até os organismos unicelulares, nos quais, muitas vezes, este é o principal, ou até mesmo o único, processo de reprodução (reprodução assexuada).

## Comportamento dos cromossomos na mitose
Walther Flemming, estudando células epidérmicas de salamandra, notou alterações no núcleo de uma célula que se divide. Primeiro, os cromossomos tornavam-se visíveis como fios finos e longos no interior do núcleo (neste estágio, quando é possível ver apenas um filamento, denominamos tal filamento como cromatina), ficando progressivamente mais curtos e grossos ao longo da divisão celular (vulgarmente: condensação).
Os primeiros citologistas concluíram, acertadamente, que isso se deve ao fato de os fios cromossômicos enrolarem-se sobre si. Flemming notou que, quando os cromossomos se tornam visíveis pela primeira vez, no início da divisão celular, eles estão duplicados, o que se torna evidente à medida que a condensação progride.
Em uma etapa seguinte do processo de divisão, o limite entre o núcleo e o citoplasma (Membrana nuclear) , bem evidente nas células que não estão se dividindo, desaparece  e os cromossomos espalham-se pelo citoplasma. Uma vez libertados do núcleo, os cromossomos deslocam-se para a região equatorial (metáfase) da célula e prendem-se a um conjunto de fibras, o fuso mitótico.
Imediatamente após terem se alinhado na região equatorial da célula, os dois fios que constituem cada cromossomo, denominados cromátides-irmãs, separam-se e deslocam-se para pólos opostos da célula (anáfase), puxados por fibras do fuso mitótico, presas a seus centrômeros (região onde as cromátides irmãs se unem). Assim, separam-se dois grupos de cromossomos equivalentes, cada um deles contendo um exemplar de cada cromossomo presente no núcleo original.
Ao chegarem nos pólos da célula, os cromossomos descondensam-se, em um processo praticamente inverso ao que ocorreu no início da divisão. A região ocupada pelos cromossomos em descondensação torna-se distinta do citoplasma, o que levou os primeiros citologistas a concluir que o envoltório nuclear era reconstituído após a divisão. O emprego do microscópio eletrônico, a partir de segunda metade do século XX, confirmou a existência de uma membrana nuclear, que se desintegra no início do processo de divisão celular e reaparece no final. Enquanto os dois núcleos-filhos se reestruturam nos pólos da célula, o citoplasma divide-se, dando origem a duas novas células. Estas crescem até atingir o tamanho originalmente apresentado pela célula-mãe.
Os primeiros estudiosos da mitose logo verificaram, que o número, o tamanho e a forma dos cromossomos variam de espécie para espécie. Os indivíduos de uma espécie, entretanto, geralmente apresentam em suas células conjuntos cromossômicos semelhantes. Por exemplo, uma célula humana tem 46 cromossomos (como as células são diplóides, tais cromossomos são divididos em 23 pares) com tamanho e formas características, de modo que se pode identificar uma célula de nossa espécie pelas características de seu conjunto cromossômico (exceção feita a casos excepcionais como, por exemplo, trissomias).
Os conjuntos cromossômicos típicos de cada espécie são denominados cariótipos.

## Ciclo celular
O ciclo celular compreende duas fases: a Intérfase e o Período de Divisão Celular ou Fase Mitótica, este segundo também designado por mitose.

### Intérfase
Período que vai desde o fim de uma divisão celular e o início da divisão seguinte.
Como os cromossomos estão pouco condensados e dispersos pelo núcleo não são visíveis a microscópio óptico. Nesta fase, por microscopia óptica, não visualizamos modificações tanto no citoplasma quanto no núcleo. As células porém estão em intensa atividade, sintetizando os componentes que irão constituir as células filhas.
Compreende três fases:

#### Intervalo G1 ou pós-mitótico
Existe uma intensa atividade de biossíntese (proteínas, enzimas, RNA, etc.) e formação de mais organelos celulares o que implica crescimento celular. No final desta fase a célula faz uma "avaliação interna" a fim de verificar se ela cresceu o suficiente. Caso a avaliação seja negativa, as células não se vão dividir, passando ao estado G0 que dependendo da célula pode ter uma duração variada, (Ex.: neurónios, fibras musculares, hemáceas, plaquetas, etc.) e se a avaliação for positiva passa-se à fase seguinte.

#### Período S ou Período de Síntese
Vai ocorrer a auto-replicação semi-conservativa do DNA, passando cada cromossomo a possuir dois cromatídios ligados pelo centrômero.

#### Intervalo G2 ou pré-mitótico
Decorre desde o final da síntese de DNA até o início da mitose, com a síntese de biomoléculas essenciais à divisão celular. Esta aumenta a síntese de proteínas gastando mais energia.
Ocorre também a duplicação dos centríolos (o que implica a formação de dois pares) se a célula for animal (uma vez que estes não existem em células vegetais).
Nesta fase haverá igualmente um período de "avaliação interna"; conforme o sucesso da replicação semi-conservativa do DNA no período S, e conforme o espaço na célula é suficiente ou não para o prosseguimento da mitose, haverá o desenvolvimento do processo para a fase seguinte: Fase Mitótica.

### Período de Divisão Celular ou Fase Mitótica

Esquema do ciclo celular: I=Interfase, M=Mitose. A duração da mitose em relação às outras fases encontra-se exagerada.

A mitose é o período durante o qual ocorre a divisão celular que compreende duas fases, a mitose e citocinese.

#### Mitose
Processo durante o qual ocorrem transformações que levam à divisão da célula, dando origem a duas outras com o mesmo número de cromossomos, com quatro principais fases:
- Prófase;
- Metáfase;
- Anáfase;
- Telófase.

##### Prófase
No início da mitose, numa célula diplóide, o centrossomo e os cromossomos encontram-se duplicados. Na prófase os cromossomos começam a se condensar, tornando-se visíveis ao microscópio óptico. Cada cromossomo é constituído por dois cromatídios unidos pelo centrômero, chamados cromossomos dicromatídeos. Depois, os centríolos deslocam-se para pólos opostos da célula, iniciando-se, entre eles, a formação do fuso acromático ou fuso mitótico. Entretanto, o invólucro nuclear desorganiza-se e os nucléolos desaparecem.
Essencial para a divisão dos cromossomos.

##### Prometáfase
A dissolução do envelope nuclear em fragmentos e seu desaparecimento marca o início da segunda fase da mitose, a prometáfase. Os microtúbulos que emergem dos centrossomas (centríolos), nos pólos do aparelho mitótico, atingem os cromossomas, agora condensados. Na região do centrómero, cada cromátide irmã possui uma estrutura proteica denominada cinetócoro. Alguns dos microtúbulos do aparelho ligam-se ao cinetócoro, arrastando os cromossomas. Outros microtúbulos do aparelho fazem contacto com os microtúbulos vindos do pólo oposto. As forças exercidas por motores proteicos associados a estes microtúbulos do aparelho movem o cromossoma até ao centro da célula. Já se tornam visíveis por meio do microscópio óptico.

##### Metáfase
A metáfase é a fase mitótica em que os centrômeros dos cromossomos estão ligados às fibras cinetocóricas que provêm dos centríolos, que se ligam aos microtúbulos do fuso mitótico. É a fase mais estável da mitose. Os cromatídeos tornam-se bem visíveis e logo em seguida partem-se para o início da anáfase. É nesta altura da mitose que os cromossomos condensados alinham-se no centro da célula, formando a chamada placa metafásica ou placa equatorial, antes de terem seus centrômeros duplicados e da ocorrência do encurtamento das fibras cinetocóricas pelas duas células-filhas, fazendo com que cada cromátide-irmã vá para cada pólo das células em formação.
Essa é a etapa em que os estudos do cariótipo são realizados, pois os cromossomos estão totalmente condensados, tornando-se visíveis. Ocorre a duplicação dos centrômeros no final da metáfase e no início da anáfase.

##### Anáfase
O centrômero duplica-se, separando dois cromatoplastídeos que passam a formar dois cromossomos independentes. As fibrilas ligadas a estes dois cromossomos encolhem, o que faz com que estes se afastem e migrem para pólos opostos da célula - ascensão polar dos cromossomos-filhos. O que leva a que no final, em ambos os pólos haja o mesmo número de cromossomos, com o mesmo conteúdo genético e igual ao da célula mãe.

##### Telófase
Na Telófase os cromossomos se descondensam, os cromossomos filhos estão presentes nos dois pólos da célula e uma nova membrana nuclear organiza-se ao redor de cada conjunto cromossômico. Com a descondensação, os cromossomos retornam à atividade, voltando a produzir RNA, e os nucléolos reaparecem.
Durante a telófase, os cromossomos descondensam tornando-se menos visíveis. O invólucro nuclear reorganiza-se em torno de cada conjunto de cromossomos e reaparecem os nucléolos. O fuso acromático desaparece e dá-se por concluída a cariocinese. No final da Telófase inicia-se o processo de Citocinese.
A Citocinese consiste na divisão do citoplasma que leva à individualização das células-filhas.
Nas células animais (sem parede celular) forma-se na zona equatorial um anel contrátil de filamentos proteicos que se contraem puxando a membrana para dentro levando de início ao aparecimento de um sulco de clivagem que vai estrangulando o citoplasma, até se separarem as duas células-filhas. Como a divisão é feita em forma de "estrangulamento", é chamada de citocinese centrípeta.
Nas células vegetais (com parede celular) como a parede celular não permite divisão por estrangulamento, um conjunto de vesículas derivadas do complexo de Golgi vão alinhar-se na região equatorial e fundem-se formando a membrana plasmática, o que leva à formação da lamela mediana entre as células-filhas. Posteriormente ocorre a formação das paredes celulares de cada nova célula que cresce da parte central para a periferia. (Como a parede das células não vai ser contínua, vai possuir poros — plasmodesmos, que permitem a ligação entre os citoplasmas das duas células). Como a citocinese é feita de dentro para fora, é chamada citocinese centrífuga.

## Comparações entre a mitose e a meiose
A mitose ocorre em todas as células somáticas do corpo e, por meio dela, uma célula se divide em duas, geneticamente semelhantes à célula inicial. Assim, é importante na regeneração dos tecidos e no crescimento dos organismos multicelulares. Nos unicelulares, permite a reprodução assexuada.
Já a meiose, nos seres pluricelulares, só ocorre em células germinativas, com duas divisões sucessivas. A célula-mãe se divide em duas, que se dividem de novo, originando quatro células-filhas (três células-filhas no caso da oogénese) com metade dos cromossomos da célula inicial: são os gametas, geneticamente diferentes entre si.

## Importância da mitose
- Permite renovar as células com o mesmo material genético.
- Nos seres unicelulares a mitose já possui o papel da reprodução em si, uma vez que gera dois seres idênticos a partir de um.
- Nos seres pluri ou multi celulares, a mitose possui três funções básicas e são elas:
  - Crescimento corpóreo;
  - Regeneração de lesões;
  - Renovação dos tecidos.

## Utilização da mitose pelos seres humanos
Este processo biológico é rentabilizado pelo homem de diferentes modos: como uma técnica agrícola - regeneração de plantas inteiras a partir de fragmentos (por exemplo, cultivo de begónias, roseiras, árvores de fruta e outras); em laboratório - onde bactérias geneticamente modificadas são postas a reproduzirem-se rápida e assexuadamente, através de duplicação mitótica (por exemplo, para produzir insulina); na exploração de cortiça - a casca dos sobreiros é regenerada por mitose; e em muitas outras actividades que se tornam possíveis graças à existência deste processo de duplicação celular.